# Pojezierze Litewskie

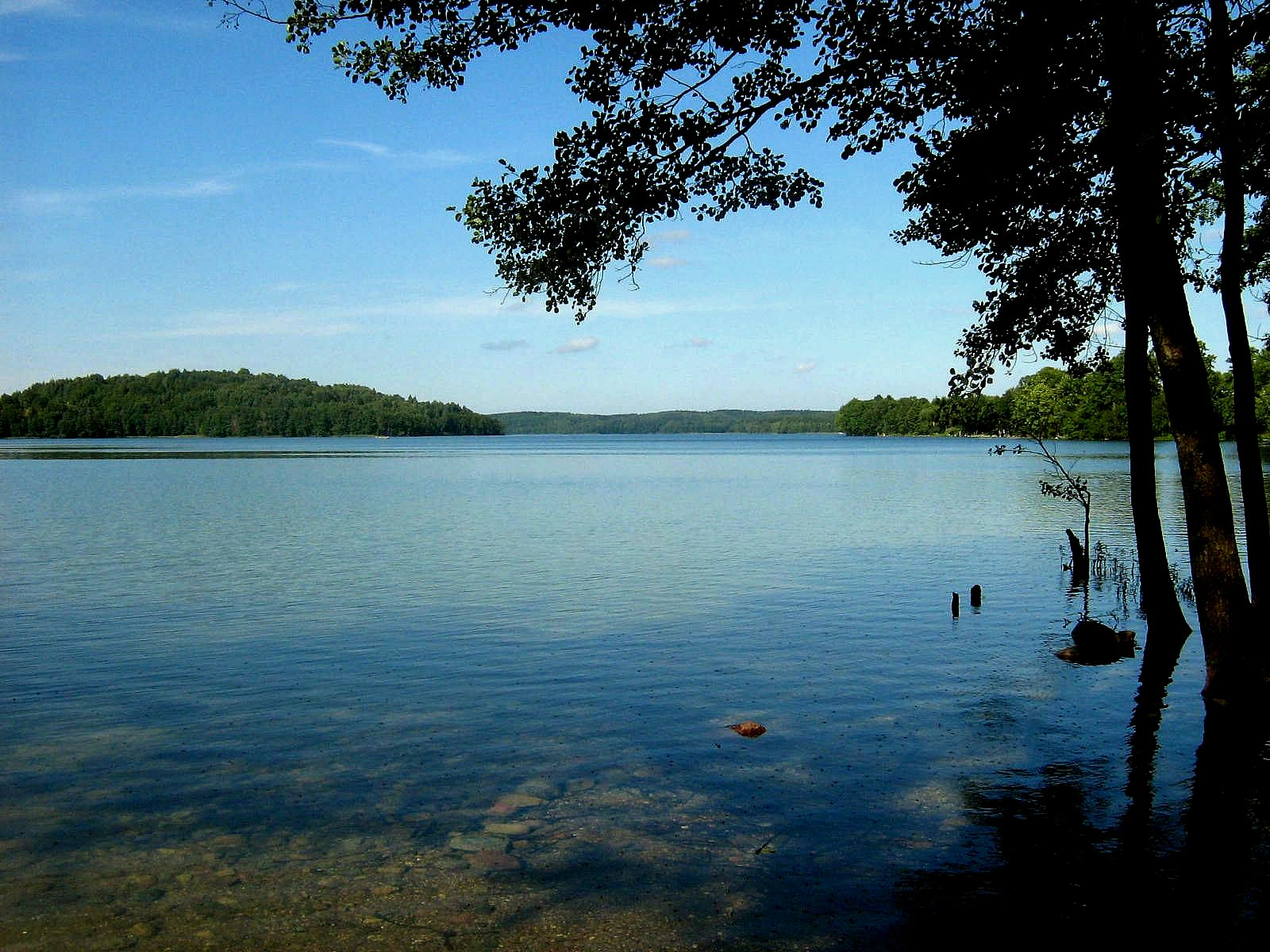
See Hańcza

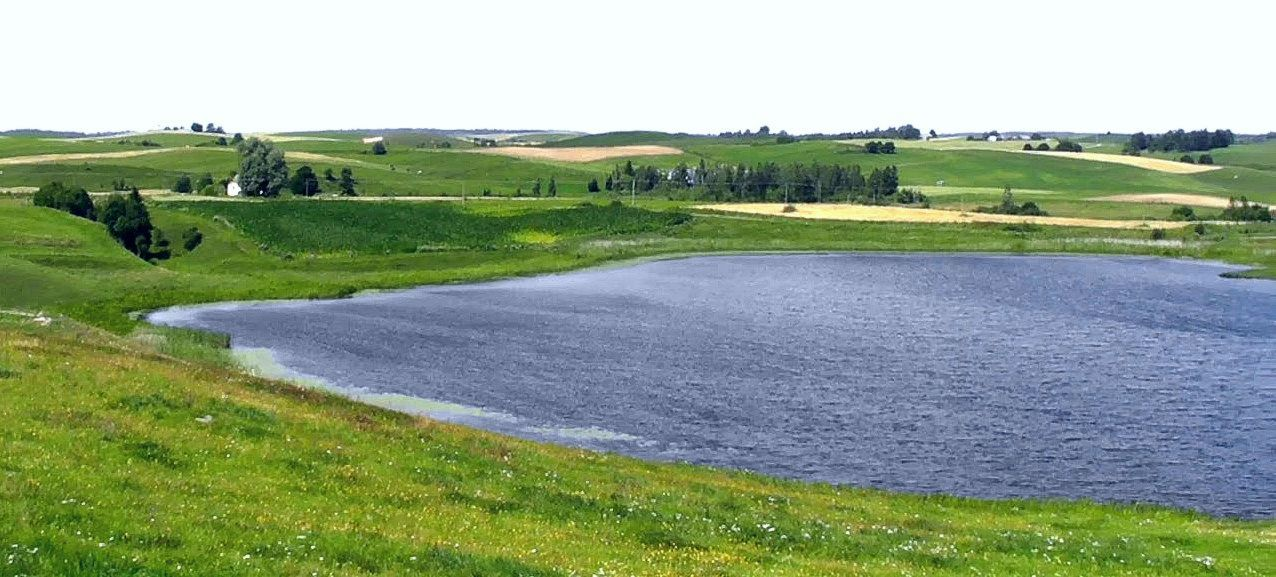
Moränenhügel Góry Sudawskie

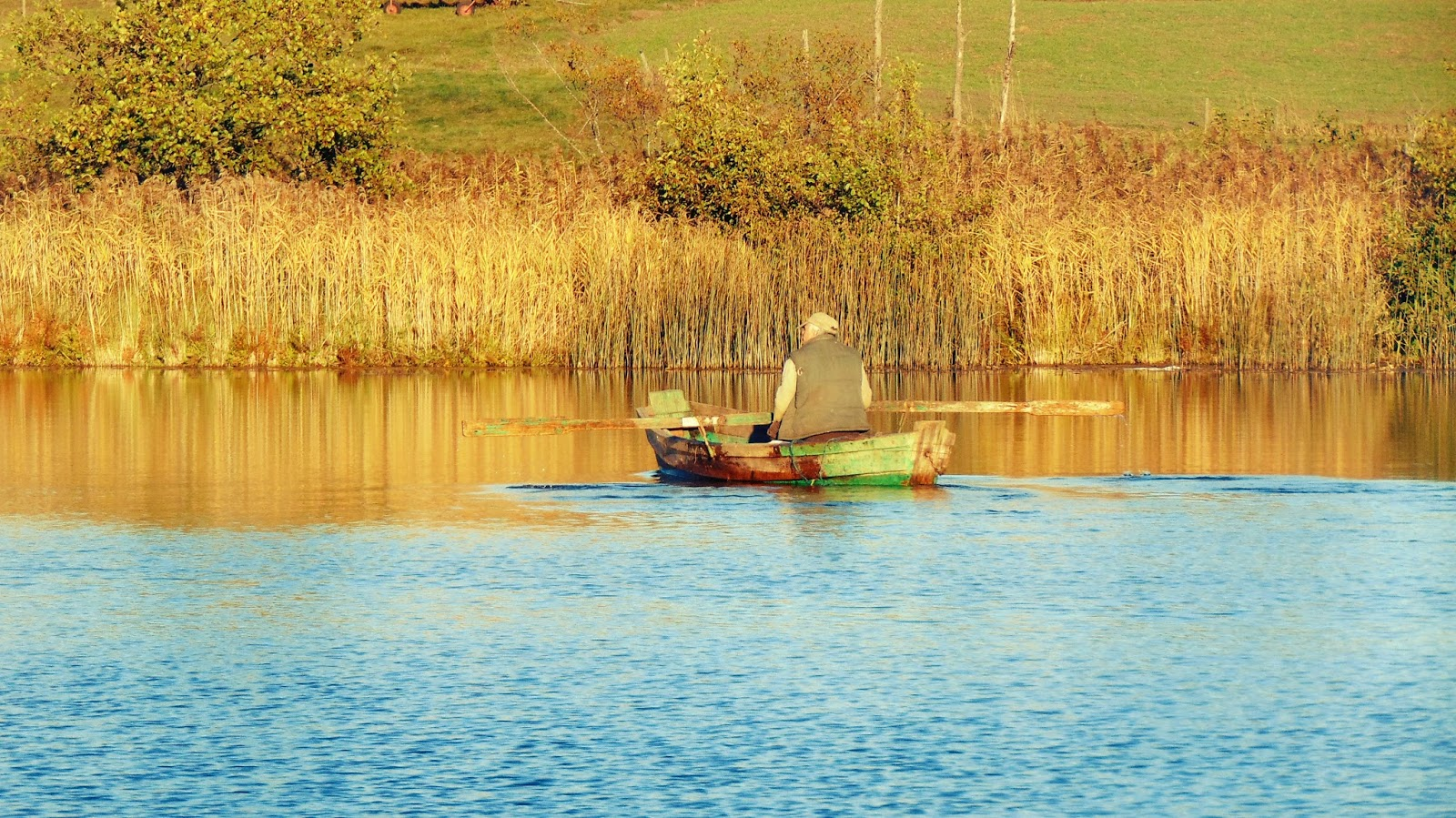
Fischer auf dem Jezioro Mariańskie

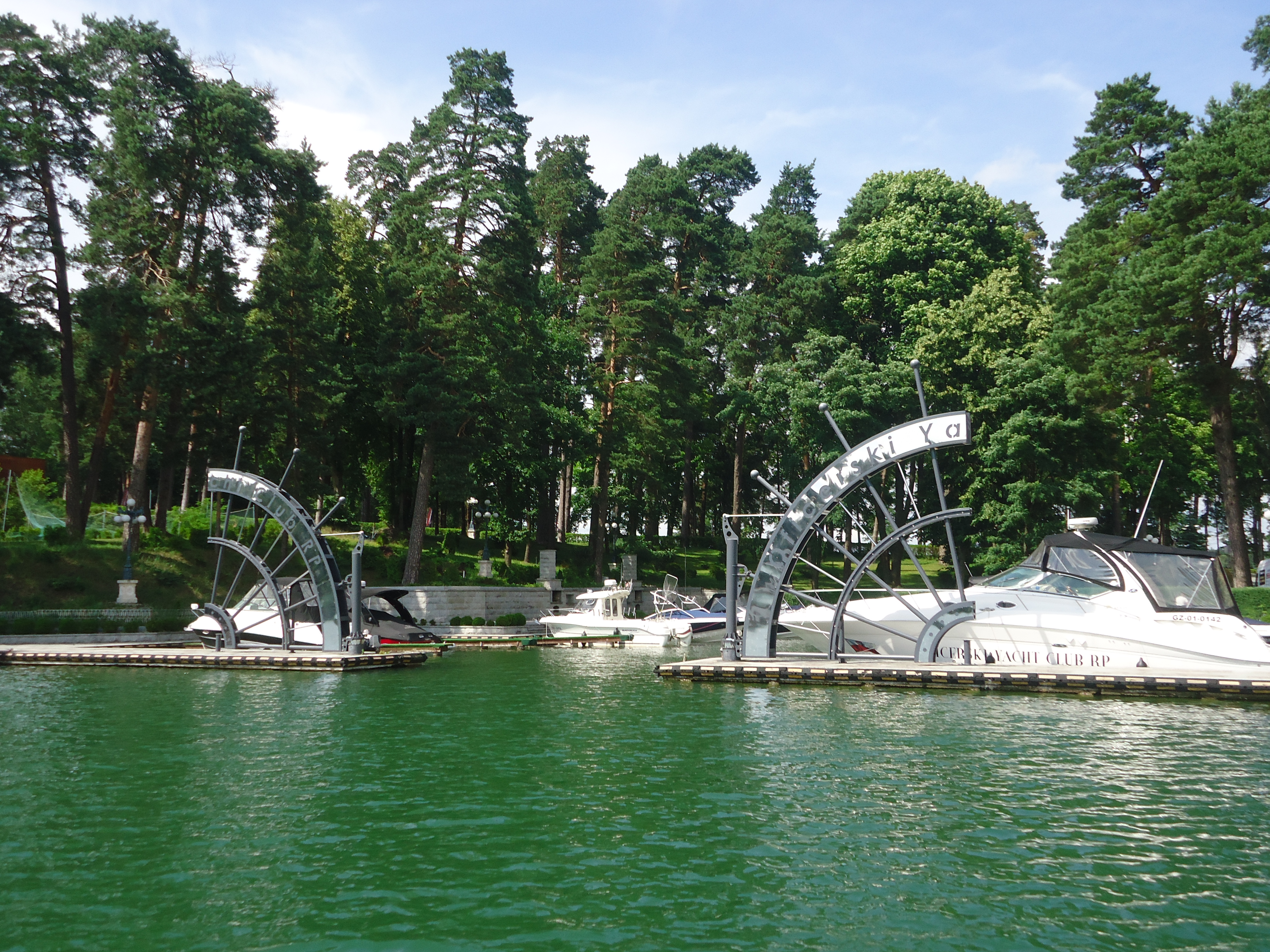
Augustów-Kanal

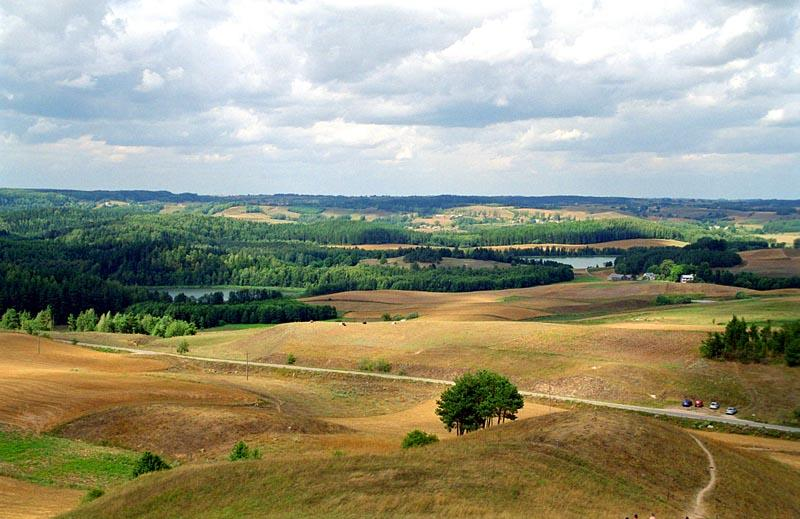
Moränenlandschaft bei Góra Cisowa

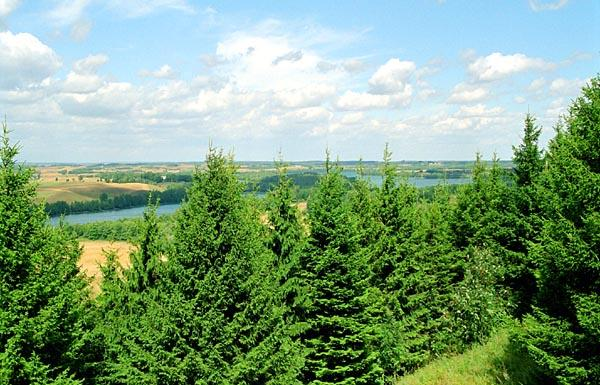
Moränenlandschaft bei Góra Jesionowa

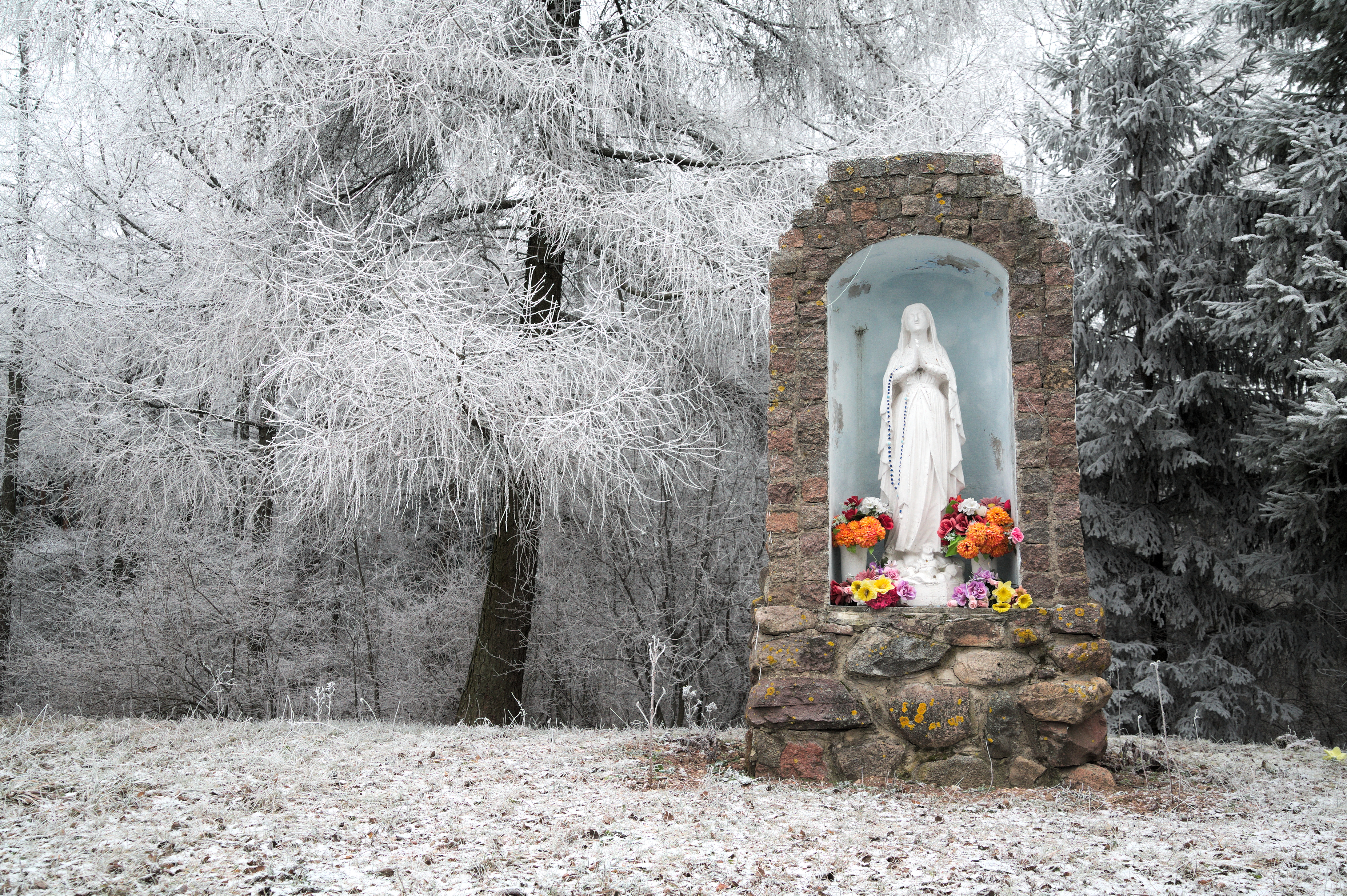
Kapelle auf der Krzemieniucha

Die Pojezierze Litewskie (deutsch Litauische Seenplatte), im westlichen Teil auch als Pojezierze Suwalskie („Suwałki-Seenplatte“) bezeichnet, ist eine Makroregion sowie Seenlandschaft in den Woiwodschaften Ermland-Masuren und Podlachien in Polen.

## Etymologie
Der Name geht auf den Nachbarstaat Litauen beziehungsweise die Stadt Suwałki zurück. Die litauische Seenplatte setzt sich im Osten in Litauen fort, wird dort jedoch nicht so bezeichnet. In Litauen wird sie Vilniuser Seenplatte (litauisch: Aukštaičių aukštuma) genannt.

## Lage
Die Litauische Seenplatte ist Teil der Ostbaltischen Seenplatte, die wiederum Bestandteil der Ostbaltisch-Belarussischen Tiefebene ist. Im Westen schließt sich die Masurische Seenplatte und im Süden die Podlachien-Belarussischen Höhenzüge an. Die Seenplatte liegt im äußersten Nordosten Polens an der Grenze zu Russland, Litauen und Belarus. Das Klima hier ist kontinental geprägt wie in keiner anderen polnischen Region. Hier wurden – die Gebirgszüge der Sudeten und Karpaten nicht einbezogen – die niedrigsten Temperaturen in Polen gemessen.

## Gliederung
Die Makroregion der Litauischen Seenplatte wird in vier Mesoregionen unterteilt:
- Rominter Heide
- Westliche Suwałki-Seenplatte
- Östliche Suwałki-Seenplatte
- Augustów-Ebene

## Geologie
Die Litauische Seenplatte besteht aus einer Vielzahl von Seen in einer Moränenlandschaft. Charakteristisch für diese Landschaft sind glaziale Rinnen zwischen den Hügeln, entstanden durch die abtragende Wirkung der Schmelzwässer beim Abschmelzen der Gletscher, die später die Seen aufnahmen. Die Seenplatte hat eine Größe von etwa 3500 km². Entwicklungsgeschichtlich und landschaftlich ähnliche Seenplatten sind die Kaschubische , die Pommersche, die Masurische Seenplatte und die Großpolnische Seenplatte.

## Seen
Der größte See ist der Wigry (21,7 km²). Der tiefste See Polens ist mit 113 Metern der ebenfalls hier gelegene Hańcza. Weitere bedeutende Seen der Region sind Serwy, Szelment Wielki, Jezioro Boczne, Rospuda Filipowska und Gaładuś. Insgesamt gibt es ca. 250 Seen, deren Fläche jeweils größer als ein Hektar ist.

## Flüsse
Die Litauische Seenplatte entwässert vor allem nach Nordosten über die Memel in die Ostsee. Die wichtigsten Wasserläufe sind die Netta, Czarna Hańcza die Rospuda. Sie ist eine der beliebtesten Kajakrouten in Polen, die über 100 km durch Dutzende Seen fließt.

## Kanäle
Viele der Seen sind durch Kanäle wie den Augustów-Kanal verbunden, der die Biebrza im Flusssystem der Weichsel mit der Memel verbindet. Über den Kanal kann man große Teile der Seenplatte bis hin zur Ostsee befahren.

## Moränen
Die höchste Moräne in dem Gebiet ist die Rowelska Góra mit 299 Meter über NN hoch.

## Besiedlung
Die Litauische Seenplatte ist dünn besiedelt. Es gibt keine einzige Großstadt. Die wichtigen Kleinstädte der Region sind:
- Suwałki
- Augustów

## Natur

### Flora
Teile der Litauische Seenplatte sind durch dichte Urwälder bewachsen, insbesondere im Süden durch die Augustów-Heide. Teilweise sind die Wälder ab dem 15. Jahrhundert auch gerodet, um die Moränen landwirtschaftlich zu nutzen. Die Vegetation unterscheidet sich deutlich von der Masurischen Seenplatte. Durch das kältere Klima ist die Flora hier deutlich nordischer mit starken (sub)borealem und (sub)arktischem Einflüssen.

### Fauna
Die Litauische Seenplatte besitzt eine ähnlich reiche Tierwelt wie die Masurische Seenplatte. Es treten zahlreiche große Säugetiere auf, wie Wiesent, Elch, Hirsch, Reh, Wildschwein, Bieber, Wolf, Luch, Fuchs, Marder und Dachs. Die Vogelwelt ist artenreich. Es treten unter anderem Steinadler, Habicht, Bussard, Falke, Reiher, Kranich und Kormoran auf. Verbreitete Amphibien und Reptilien sind Schildkröte, Molch, Eidechse und verschiedene Schlangenarten. In den Seen treten Welse, Hechte, Barsch, Aal, Karpfen, Forelle und viele andere Arten auf. Zu den Insekten gehören Schmetterlinge, Bienen, Libellen und viele andere.

### Naturschutz

#### Nationalpark
Der Wigierski-Nationalpark nimmt ca. 15.086 ha ein und liegt am See Wigry.

#### Naturreservate
In der Region gibt es zahlreiche Naturreservate.

## Wirtschaft
Mangels Industrie gilt die Region in Polen als wirtschaftsschwach. Die Wirtschaft konzentriert sich vor allem auf Waldwirtschaft, Holzindustrie und Dienstleistungen, insbesondere Tourismus.

### Tourismus
Die Litauische Seenplatte ist ein bedeutendes Zielgebiet des Tourismus mit einer Vielzahl von Marinas, Badestellen, Angelmöglichkeiten, Anlegestellen, ausgebauten Fernwander- und Fernfahrradwegen, Campingplätzen, Hotels und Gastronomie. Sie steht jedoch im Schatten der Masurischen Seenplatte, die für den Tourismus früher und besser erschlossen wurde. Im Gegensatz zu dieser gilt die Litauische Seenplatte noch als wilder Nordosten Polens.
Die bekanntesten Kajakrouten führen entlang der Flüsse und Kanäle:
- Rospuda
- Augustów-Kanal